# Buschvitz
Buschvitz ist eine deutsche Gemeinde im Landkreis Vorpommern-Rügen auf der Insel Rügen in Mecklenburg-Vorpommern. Die Gemeinde wird vom Amt Bergen auf Rügen mit Sitz in der gleichnamigen Stadt verwaltet.

## Geografie und Verkehr
Buschvitz liegt etwa fünf Kilometer nordöstlich von Bergen auf Rügen an einer Kreisstraße. Die Bundesstraße 196 verläuft südlich der Gemeinde. Die Bundesstraße 96 führt durch die Gemeinde Buschvitz, vorbei an den Ortschaften Prisvitz und Strüßendorf, die auch an der Bahnstrecke Stralsund–Sassnitz liegen. In der Gemeinde Buschvitz in der Nähe der Ortschaft Strüßendorf in der Flur 1 auf dem Flurstück 53 liegt der errechnete geographische Mittelpunkt der Insel Rügen. Der Ort liegt am Rande des Muttlandes am Kleinen Jasmunder Bodden. Im Gemeindegebiet befindet sich der See und das Niedermoorgebiet des Ossen.
Umgeben wird Buschvitz von den Nachbargemeinden Ralswiek im Norden und Nordosten (teilweise Seegrenze), Binz im Osten (Seegrenze) sowie Bergen auf Rügen im Südosten, Süden, Südwesten und Westen (teilweise Seegrenze).
Die Ortsteile der Gemeinde sind Buschvitz, Prisvitz, Stedar und Strüssendorf.

## Geschichte
Die Gegend war bis 1326 Teil des Fürstentums Rügen und danach des Herzogtums Pommern. Mit dem Westfälischen Frieden von 1648 wurde Rügen und somit auch das Gebiet von Buschvitz ein Teil von Schwedisch-Pommern. Im Jahr 1815 kam Buschvitz als Teil von Neuvorpommern zur preußischen Provinz Pommern.
Seit 1818 gehörte Buschvitz zum Kreis bzw. Landkreis Rügen. Buschvitz, Prisvitz und Stedar waren Gutsbezirke, die 1929 zur Gemeinde Buschvitz vereinigt wurden. Nur in den Jahren von 1952 bis 1955 war es dem Kreis Bergen zugehörig. Die Gemeinde gehörte danach bis 1990 zum Kreis Rügen im Bezirk Rostock und wurde im selben Jahr Teil des Landes Mecklenburg-Vorpommern. Der seit 1990 wieder so bezeichnete Landkreis Rügen ging 2011 im Landkreis Vorpommern-Rügen auf.

## Dienstsiegel
Die Gemeinde verfügt über kein amtlich genehmigtes Hoheitszeichen, weder Wappen noch Flagge. Als Dienstsiegel wird das kleine Landessiegel mit dem Wappenbild des Landesteils Vorpommern geführt. Es zeigt einen aufgerichteten Greifen mit aufgeworfenem Schweif und der Umschrift „GEMEINDE BUSCHVITZ“.

## Sehenswürdigkeiten
- Hügelgräberfeld nordwestlich der Ortschaft Buschvitz
- Rundwanderweg unter einer Buchenallee auf der Halbinsel Pulitz (In der Zeit vom 15. Januar bis zum 15. Juli ist das Betreten verboten, da sich ein Seeadlerhorst in unmittelbarer Nähe des Wanderweges befindet)
- Ossen (kleiner See nahe dem Ortsteil Stedar als Vogelschutzgebiet)
- Ortskern von Buschvitz mit ehemaligen Büdnereien und Fischerhäusern (rechteckiger gedrückter Baustil, meist Fachwerk mit Rohrdach)
- Bushaltestelle in Buschvitz, im Volksmund Taucherhelm genannt, ist eine Hyperschalenkonstruktion in Form eines Taucherhelms mit seitlichen Öffnungen, die an Bullaugen erinnern. Die Konstruktion steht inzwischen unter Denkmalschutz. Als 1973 ein Sturm viele Wartehäuschen auf Rügen zerstörte, war eine Lösung für den Schulbusverkehr nötig. Die damalige Bürgermeisterin Eva Preuhs entwickelte zusammen mit Ulrich Müther die Idee für dieses Wartehäuschen. Es wurde zunächst abgelehnt, aber dann 1974 durch die Firma Müther aus Binz gebaut.[3]

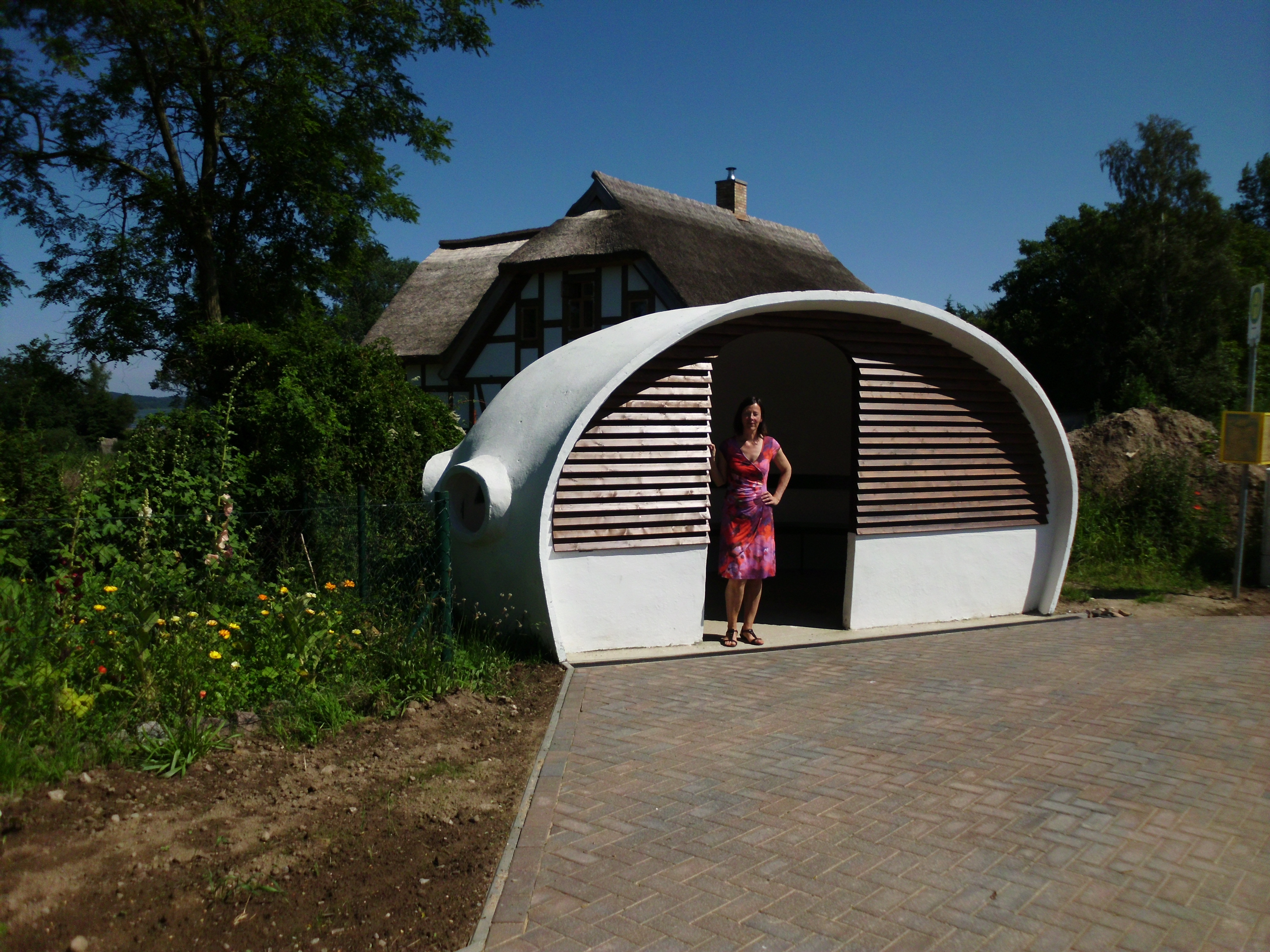
Bushaltestelle Buschvitz